# Eltz
Gli Eltz sono una famiglia nobile cattolica renana. La dinastia renana ha stretto legami con il Regno di Croazia-Slavonia dal 1736.

## Storia
Gli Eltz prendono nome dal castello e località posti su un'altura sulla riva sinistra della Mosella, nell'elettorato di Treviri.
Rudolf zu Eltz fu il primo personaggio storico conosciuto come testimone in un atto di donazione di una pertinenza del Castello da parte dell'imperatore Federico Barbarossa nel 1157.
Il Burg Eltz è tuttora della famiglia, appartenendogli dal XII secolo per ben 33 generazioni. L'Imperatore Federico II concesse successivamente, il Castello ed il Borgo agli Eltz in fidecommisso. È un tipico Ganerburg, cioè un castello in condominio ereditario di fidecommisso familiare. Infatti l'imponente costruzione è stata elevata con lo sforzo economico delle tre linee familiari dei von Eltz: i Rübenach, i Rodendorf, i Kempenich. 
Ognuna di queste linee non avrebbe avuto le possibilità economiche per erigere una fortezza tanto vasta e possente. 
In questo modo, con lo sforzo congiunto è stato eretto un fortilizio per la difesa comune, sia pure composto da parti separate, per difendersi dalle mire espansionistiche dell'ambizioso arcivescovo elettore Baldovino di Treviri (1331-36). 
Nel 1472 fu terminata, sul lato ovest della fortificazione, la residenza in stile gotico di Lancillotto e Guglielmo della linea di Eltz-Rübenach, caratterizzata dal salone inferiore ricco di decorazioni. I Rübenach presero il nome dalla località omonima presso Coblenza (1272). 
Nel 1540 anche la residenza dei Rodendorf, costruita in stile tardo gotico, venne finita con la sala degli stendardi. I Rodendorf presero tale nome dopo Federico (1484-56), signore di Blieskastel, quando dal secondo figlio, Giovanni Adolfo (1523-74), si originò il ramo cadetto dei signori di Blieskastel e di Rodendorf, con il matrimonio di Giovanni (Hans) Adolfo con Caterina von Brantscheid, erede di Rodendorf (1563) e proprietaria dell'omonimo possesso presso Château-Rouge in Lorena. 
Infine, verso il 1530 fu terminata la parte dei Kempenich, ove tuttora vi risiedono. Quest'ultima linea ebbe origine con Antonio zu Eltz che nel 1581 acquistò la signoria di Kempenich, rimasta in proprietà della famiglia fino al 1777.

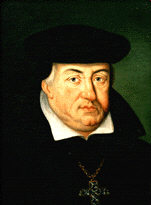
Giacomo von Eltz-Rübenach (1510-1581), principe-arcivescovo di Treviri

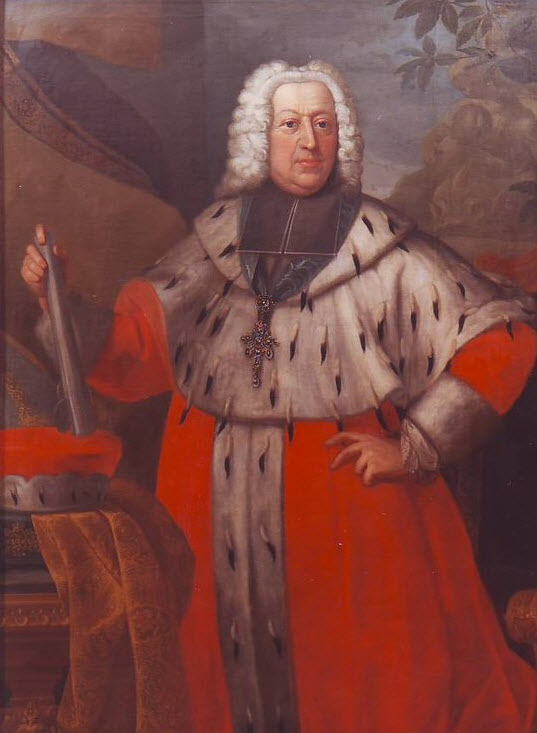
Philipp Karl von Eltz-Kempenich (1665-1743), principe-arcivescovo di Magonza

La famiglia ha avuto vari suoi membri elettori di Magonza e di Treviri. Giacomo (n. 1510) fu fervente controriformatore cattolico, introducendo nella valle della Mosella i gesuiti per combattere i calvinisti e i luterani.
Nel 1624 Giovanni Giacomo ricevette la conferma per l'ufficio ereditario di “maresciallo di campo” dell'elettore di Treviri, divenendo il supremo comandante militare della regione in tempo di guerra, carica ereditaria riconosciuta dall'8 giugno 1580. Nel 1646 gli Eltz entrarono a far parte della Camera dei Signori dell'elettorato.
Durante la guerra della Grande Alleanza nel 1688-89, numerosi castelli del Reno furono distrutti dalle truppe francesi, ma grazie all'abile politica diplomatica di Giovanni Antonio zu Eltz Uettingen, la residenza fortificata di Burg Eltz fu salvata dalla distruzione. 
I von Eltz raggiunsero grande potere con l'elettore Filippo Carlo di Magonza, che divenne uno dei principi cattolici più potenti della Germania. Fedele alleato dell'imperatore Carlo VI, con gli elettori di Hannover e di Magonza costituì un forte gruppo per contenere l'influenza della Baviera, finché nel 1742 ruppe l'alleanza con gli Asburgo a causa dell'elezione imperiale dell'elettore bavarese.
Pressato da Baviera e Francia Filippo Carlo fu obbligato a prendere le parti del futuro Carlo VII della casa di Baviera. Preso dai rimorsi dopo tale decisione molto sofferta, perché consideratosi traditore degli Asburgo, morì nel 1743.
Famiglia equestre con proprietà signorili sovrane, nella linea anziana, grazie alla fedeltà verso l'imperatore nella controriforma e nelle guerre contro i Turchi, acquistò rilievo con Carlo Antonio Ernesto (1671-1736), maresciallo ereditario di Treviri, che il 9 novembre 1733 fu elevato a conte e cavaliere dell'Impero (Graf und Edler Herr von und zu Eltz gennant Faust von Stromberg), con il titolo di “Grande Palatino”, privilegio imperiale che gli permise di nominare notai pubblici, riconoscere figli illegittimi, conferire blasoni e stemmi, approvare giudici e chierici.
La famiglia entrò così a fare parte della nobiltà equestre e acquistò vasti possessi anche in Croazia, come la signoria di Vukovar (1736) che divenne la residenza principale dei conti fino al 1945, quando ne furono espulsi dai comunisti.
Non hanno mai avuto diritto di voto alla Dieta e regnarono sovrani sui beni signorili tedeschi fino a Ugo Filippo (1742-1818); le sue proprietà dal 1794, poste sulla riva sinistra del Reno e presso Treviri furono confiscate dai Francesi e lui fu chiamato "cittadino conte Eltz". 
Venne scoperto in seguito che non era emigrato, ma si era nascosto a Magonza dal 1797. 
Nel 1815 con la vendita delle proprietà della linea dei baroni von Eltz-Rübenach, il conte Ugo Filippo divenne unico proprietario del castello avito, essendo la linea di Eltz-Rodendorf estinta dal 1786 e le sue proprietà già ereditate dai Kempenich.

## Personaggi illustri
- Arnold von Eltz († 1330), canonico di Treviri, vescovo di Cammin dal 1324
- Robin von Eltz († 1338)  30º Gran Maestro dell'Ordine di Livonia
- Georg von Eltz († 1532), commendatore dell'ordine Teutonico
- Jacob III von Eltz(* 1510, † 1581), elettore e arcivescovo di Treviri
- Johann Eberhard zu Eltz (* 1594, † 1655), cancelliere nel Principato di Braunschweig-Wolfenbüttel e cancelliere del Meclemburgo sotto Wallenstein
- Friedrich Casimir zu Eltz (* 1634, † 1682), capitano di Hannover e maniero sassone
- Philipp Adam zu Eltz (* 1665, † 1728), Consiglio segreto di Hannover
- Philipp Karl von Eltz (* 1665, † 1743), elettore e arcivescovo di Magonza
- Hugo Franz Carl von e zu Eltz-Kempenich (* 1701, † 1799), conte imperiale, consigliere privato, preposto di Magonza, 1732-1779 Elettore elettorale dell'elettore di Eichsfeld
- Maria Teresa di Eltz-Rodendorf (* 1770, † 1803), padrona di Bourscheid e regno di Freisdorf
- Johann Philipp Jakob Nepomuk von und zu Eltz (* 1779; † 1844), presidente della Nassau Herrenbank
- Paul Freiherr von Eltz-Rübenach (* 1875, † 1943), ministro tedesco dei trasporti
- Kuno von Eltz-Rübenach (* 1904, † 1945), membro del Reichstag del NSDAP e leader della brigata delle SS
- Jakob Graf von und zu Eltz (* 1921, † 2006), enologo tedesco
- Johannes Graf zu Eltz (* 1957), prete cattolico, decano della città di Francoforte sul Meno
- Theresa von Eltz (* 1978), regista tedesco

## Proprietà della famiglia
- Castello di Eltz